# 凱尼爾沃思 (伊利諾伊州)
凱尼爾沃思是位於美國伊利諾州庫克縣的一個村莊，位於芝加哥以北15英里（24）處。據2010年美國人口普查，該村有人口2,513人。該村的戶數約有800戶。